# Gainward

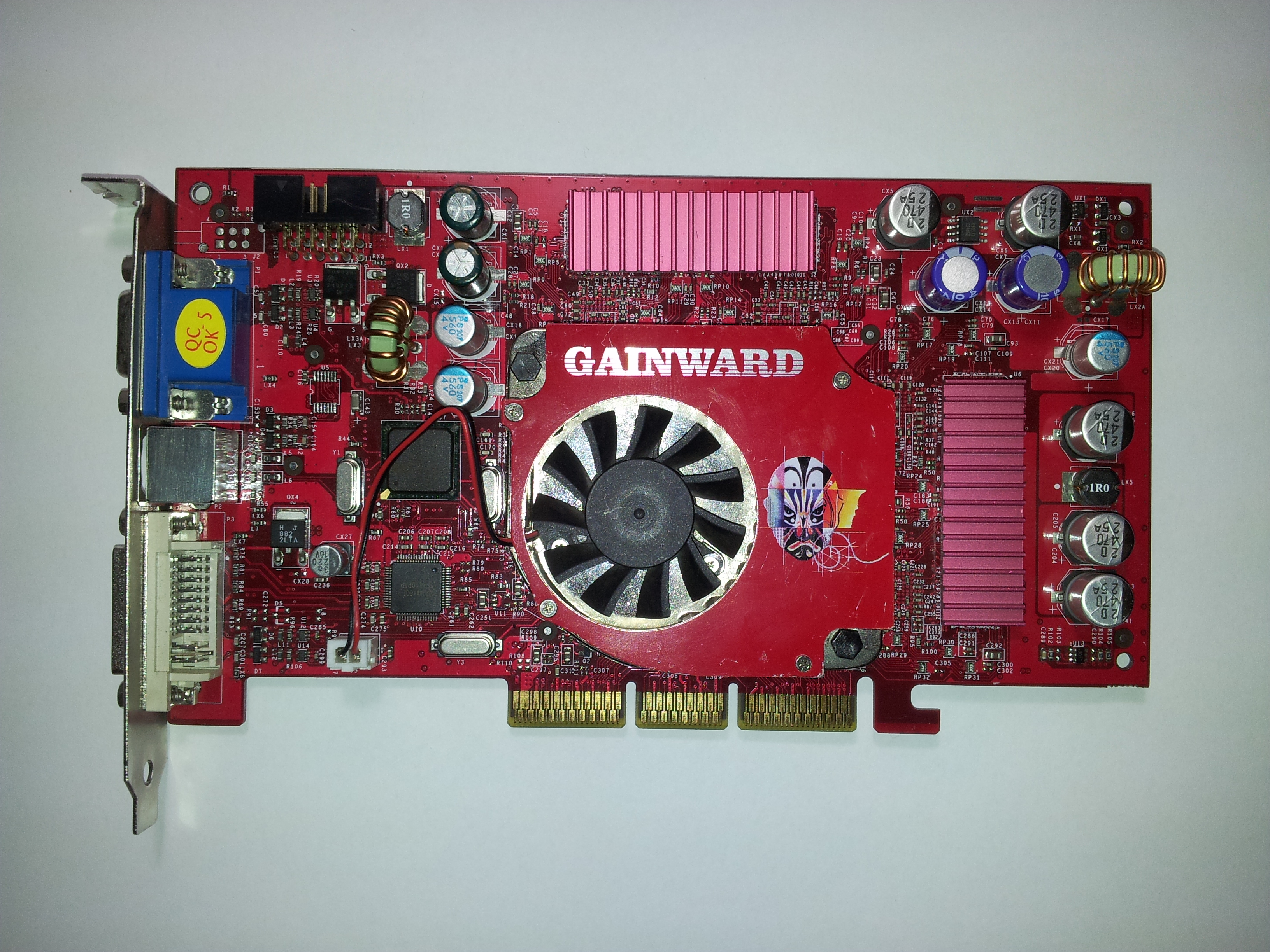
Gainward GeForce4 Ti4800SE PCIe-Grafikkarte

Gainward ist ein Computerhardware-Hersteller, der sich auf die Produktion und Entwicklung von leistungsstarken 3D-Grafikkarten spezialisiert hat, die vor allem in der Computerspiel-Szene benutzt werden.
Gainward wurde im Jahr 1984 gegründet, hat seinen Hauptsitz in Taipeh und gehört seit dem Jahr 2005 zu Palit Microsystems. Die europäische Niederlassung hat ihren Sitz in Martinsried bei München. Die Produktionsanlagen befinden sich in Shenzhen (China) und Wugu Taipeh (Taiwan).
Gainward verwendete seit 2000 ausschließlich Grafik-Chipsätze des Herstellers Nvidia. Seit dem Launch des RV770-Chip (ATI-Radeon-HD-4000-Serie) von AMD/ATI im Jahr 2008 war Gainward zudem AMD-Partner und bot zwischenzeitlich auch Grafikkarten mit ATI-Grafikprozessoren an, ist jedoch seit einiger Zeit wieder ausschließlicher Nvidia-Partner. Wie viele Konkurrenzfirmen bietet auch Gainward werksseitig übertaktete Grafikkarten an.